# Ellen Reid (compositrice)
Ellen Reid (Oak Ridge, 1983) è una compositrice statunitense.

## Biografia
Nata e cresciuta ad Oak Ridge, si è avvicinata alla musica cantando nel coro della sua chiesa e ha studiato all'Università Columbia. Successivamente si è perfezionata al California Institute of the Arts, dove è stata allieva di Anne LeBaron, David Rosenboom e George Lewis.
È la prima compositrice (nonché l'unica donna) a cui sono state commissionate composizioni da parte di tutti e quattro i maggiori enti musicali di Los Angeles: la Los Angeles Opera, la Los Angeles Philharmonic, la Los Angeles Master Chorale e la Los Angeles Chamber Orchestra. Dal 2014 ha composto anche le colonne sonore di diversi film e serie televisive. La sua prima opera, p r i s m, è stata portata al debutto dalla Los Angeles Opera nel novembre 2018 e l'anno seguente è stata premiata con il Premio Pulitzer per la musica.
Le sue composizioni sono state eseguite da diverse orchestre di alto profilo, tra cui la New York Philharmonic, Boston Symphony Orchestra, RTE, American Composers Orchestra e la Philadelphia Orchestra.